# Ноћни гост
„Ноћни гост” је југословенски ТВ филм из 1958. године. Режирао га је Иван Хетрих а сценарио је написао Крешо Новосел.

## Улоге
| Глумац      | Улога |
| ----------- | ----- |
| Перо Квргић |       |